# Pol (kompleksna analiza)
V realni in kompleksni analizi pomeni pól funkcije določeno vrsto preproste singularnosti, kjer se funkcija obnaša podobno kot f(z) = 1/zn pri z = 0. V polu funkcija praviloma ni definirana, v poljubni okolici pola pa absolutna vrednost funkcije preseže poljubno veliko število (pravimo, da gre |f(z)| proti neskončno, ko se z približuje polu).
Formalno, denimo, da je U odprta podmnožica kompleksne ravnine C, a naj bo element U in f : U − {a} → C naj bo holomorfna funkcija. Če obstaja holomorfna funkcija g : U → C in naravno število n, da velja f(z) = g(z) / (z - a)n za vse z v U − {a}, potem se a imenuje pol funkcije f. Če je n izbran tako majhen, kot je to le mogoče, se n imenuje stopnja ali red pola.
Število a je pol reda n funkcije f, če in samo če ima Laurentova vrsta funkcije f okoli a le končno mnogo členov z negativnimi stopnjami, začenši z (z - a)−n.
Pol reda 0 je odpravljiva singularnost. V tem primeru limita limz→a f(z) obstaja kot kompleksno število. Če je red večji od 0, potem je limz→a f(z) = ∞.
Neodpravljiva singularnost, ki ni niti pol niti vejišče, se imenuje bistvena singularnost.
Holomorfne funkcije, katerih edine singularnosti so poli, se imenujejo meromorfne.